# Az Oricon mangalistájának első helyezettjei (2014)
Ez a lista a japán Oricon minden héten közzétett manga eladási listájának 2014-es első helyezettjeit sorolja fel.

## Első helyezettek
| Hét | Dátum                 | Cím                            | Író                            | Kiadó       | Eladott példány | Forrás |
| --- | --------------------- | ------------------------------ | ------------------------------ | ----------- | --------------- | ------ |
| 1   | Január 6–12.          | Gin no szadzsi, 10. kötet      | Arakava Hiromu                 | Shogakukan  | 460 147         | [ 1 ]  |
| 2   | Január 13–19.         | Magi, 20. kötet                | Ótaka Shinobu                  | Shogakukan  | 269 671         | [ 2 ]  |
| 3   | Január 20–26.         | Kurosicudzsi, 18. kötet        | Toboszo Jana                   | Square Enix | 263 204         | [ 3 ]  |
| 4   | Január 27–február 2.  | Giant Killing, 30. kötet       | Cunamoto Maszaja, Cudzsitomo   | Kodansha    | 72 592          | [ 4 ]  |
| 5   | Február 3–9.          | Gintama, 53. kötet             | Szoracsi Hideaki               | Shueisha    | 203 161         | [ 5 ]  |
| 6   | Február 10–16.        | Szuki-tte ii na jo, 12. kötet  | Hazuki Kanae                   | Kodansha    | 116 362         | [ 6 ]  |
| 7   | Február 17–23.        | Terra Formars, 8. kötet        | Szagusza Jú, Tacsibana Kenicsi | Shueisha    | 299 947         | [ 7 ]  |
| 8   | Február 24–március 2. | Ore monogatari!!, 5. kötet     | Aruko és Kavahara Kazune       | Shueisha    | 196 102         | [ 8 ]  |
| 9   | Március 3–9.          | One Piece, 73. kötet           | Oda Eiicsiró                   | Shueisha    | 2 075 407       | [ 9 ]  |
| 10  | Március 10–16.        | One Piece, 73. kötet           | Oda Eiicsiró                   | Shueisha    | 348 844         | [ 10 ] |
| 11  | Március 17–23.        | Fairy Tail, 42. kötet          | Masima Hiro                    | Kodansha    | 310 059         | [ 11 ] |
| 12  | Március 24–30.        | Kimi no todoke, 21. kötet      | Siina Kahuro                   | Shueisha    | 555 076         | [ 12 ] |
| 13  | Március 31–április 6. | Kimi no todoke, 21. kötet      | Siina Kahuro                   | Shueisha    | 166 060         | [ 13 ] |
| 14  | Április 7–13.         | Singeki no kjodzsin, 13. kötet | Iszajama Hadzsime              | Kodansha    | 1 130 508       | [ 14 ] |
| 15  | Április 14–20.        | Conan, a detektív, 83. kötet   | Aojama Gósó                    | Shogakukan  | 266 073         | [ 15 ] |
| 16  | Április 21–27.        | Magi, 21. kötet                | Ótaka Sinobu                   | Shogakukan  | 195 299         | [ 16 ] |
| 17  | Április 28–május 4.   | Naruto, 69. kötet              | Kisimoto Maszasi               | Shueisha    | 444 725         | [ 17 ] |